# Missionarie del Sacro Cuore di Gesù
Le Missionarie del Sacro Cuore di Gesù (in latino Institutum Missionalium Virginum a Sacro Corde Jesu) sono un istituto religioso femminile di diritto pontificio: le suore di questa congregazione pospongono al loro nome la sigla M.S.C.

## Storia

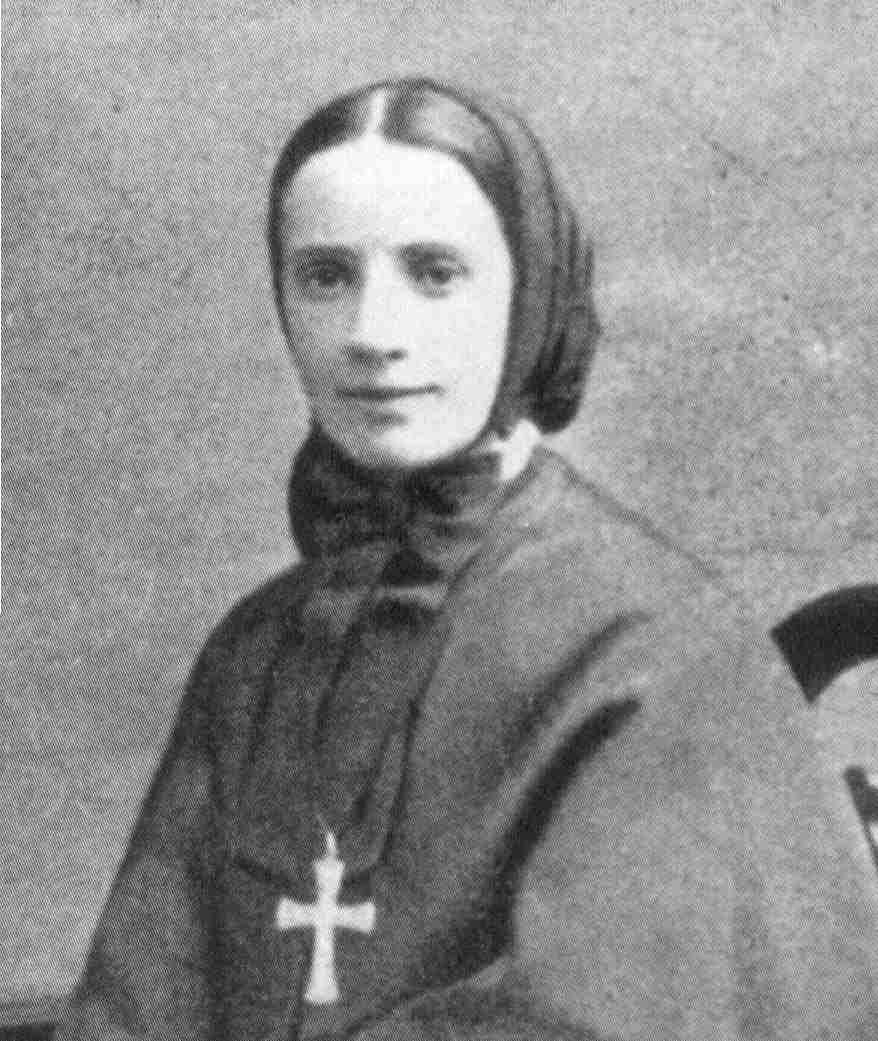
Francesca Saverio Cabrini, fondatrice della congregazione

La congregazione venne fondata a Codogno il 14 novembre 1880 dalla religiosa italiana Francesca Saverio Cabrini (1850-1917) con il sostegno di Domenico Maria Gelmini, vescovo di Lodi: dedita inizialmente all'assistenza agli orfani, la Cabrini organizzò un istituto per l'apostolato missionario a favore degli emigrati italiani. Nel 1889, su invito del vescovo Giovanni Battista Scalabrini, la religiosa aprì la prima casa a New York, negli Stati Uniti d'America.
La comunità venne eretta in istituto di diritto diocesano il 14 dicembre 1880 e il 12 agosto 1881 il vescovo approvò le costituzioni elaborate dalla Cabrini. L'istituto ricevette il pontificio decreto di lode il 19 marzo 1888 e venne approvato definitivamente dalla Santa Sede il 12 luglio 1907.
La fondatrice, beatificata nel 1938, fu proclamata santa da papa Pio XII il 7 luglio 1946.

## Attività e diffusione
Le Missionarie del Sacro Cuore di Gesù si dedicano all'opera di assistenza ai migranti, specialmente a quelli poveri e bisognosi, alla cura dei malati di AIDS e all'assistenza dei bambini di strada (in Brasile). Dal 1926 al 1951, diverse suore italiane provenienti dagli Stati Uniti erano attive in Cina, nelle province di Henan e Zhejiang.
Sono presenti in Europa (Italia, Portogallo, Regno Unito, Russia, Spagna, Svizzera), nelle Americhe (Argentina, Brasile, Guatemala, Nicaragua, Paraguay, Stati Uniti d'America), in Africa (Etiopia, Swaziland), in Australia e nelle Filippine: la sede generalizia, dal 1887, è a Roma.
Al 31 dicembre 2005 la congregazione contava 408 religiose in 84 case.